# Чикові
Чико́ві (англ. Chikowi) — традиційна громада у складі дистрикту Зомба Південного регіону Малаві.
Населення — 63831 особа (2018).